# 船戸駅
船戸駅（ふなとえき）は、和歌山県岩出市船戸にある、西日本旅客鉄道（JR西日本）和歌山線の駅である。

## 歴史

### 年表
- 1898年（明治31年）5月4日：紀和鉄道の和歌山駅（現・紀和駅） - 船戸仮停車場間開業時に、暫定的な終着として船戸仮停車場（現在の場所より西側にあった）が設置される[1][2]。
- 1899年（明治32年）1月1日：現在の船戸駅が開業[2]。同時に船戸仮停車場は廃止される[2]。
- 1900年（明治33年）8月24日：紀和鉄道が当駅から粉河仮停車場まで延伸し、途中駅となる[1]。
- 1904年（明治37年）8月27日：関西鉄道が紀和鉄道の路線を買収し、関西鉄道の駅となる[1]。
- 1907年（明治40年）10月1日：鉄道国有法により関西鉄道が国有化され、帝国鉄道庁の駅となる[1]。
- 1909年（明治42年）10月12日：線路名称が制定され、和歌山線の所属となる[1]。
- 1963年（昭和38年）4月1日：貨物の取り扱いを廃止[2]。
- 1984年（昭和59年）
  - 2月1日：荷物扱い廃止[2]。
  - 10月20日：無人駅化[3]。
- 1987年（昭和62年）4月1日：国鉄分割民営化により、西日本旅客鉄道の駅となる[1][2]。
- 2013年（平成25年）2月：券売機設置。
- 2020年（令和2年）3月14日：ICカード「ICOCA」が利用可能となる[4]。

### 鉄道唱歌
1900年（明治33年）に大和田建樹が作詞した鉄道唱歌第5集（関西・参宮・南海篇）49番の歌詞にて、当駅が登場する。
親のめぐみの粉河より 叉乗る汽車は紀和の線舟戸田井ノ瀬うちすぎて 和歌山みえし嬉しさよ 
なお、歌詞中の「和歌山」は、現在の紀和駅のことである。

## 駅構造
相対式2面2線のホームを持つ行違い可能な地上駅。上りホーム側に駅舎があり、下りホームへは無蓋跨線橋で連絡している。
昔は有人駅で改札業務が行われていた。現在も駅係員室は残っているが、閉鎖されており無人駅である（橋本駅管理）。簡易自動券売機が設置されている。

### のりば
| のりば | 路線     | 方向 | 行先           |
| ------ | -------- | ---- | -------------- |
| 1      | 和歌山線 | 上り | 粉河・橋本方面 |
| 2      | 和歌山線 | 下り | 和歌山方面     |

## 利用状況
近年の1日平均乗車人員は以下の通り。
| 年度   | 1日平均 乗車人員 |
| ------ | ---------------- |
| 1998年 | 303              |
| 1999年 | 290              |
| 2000年 | 296              |
| 2001年 | 276              |
| 2002年 | 246              |
| 2003年 | 242              |
| 2004年 | 240              |
| 2005年 | 243              |
| 2006年 | 256              |
| 2007年 | 252              |
| 2008年 | 260              |
| 2009年 | 244              |
| 2010年 | 247              |
| 2011年 | 239              |
| 2012年 | 237              |
| 2013年 | 259              |
| 2014年 | 254              |
| 2015年 | 242              |
| 2016年 | 252              |
| 2017年 | 257              |
| 2018年 | 264              |
| 2019年 | 256              |
| 2020年 | 208              |
| 2021年 | 205              |
| 2022年 | 196              |

## 駅周辺
駅のすぐ近くを紀ノ川が流れており、岩出寄りには道路橋（岩出橋）と鉄橋（紀ノ川橋梁）が架けられている。昔は船により紀ノ川の対岸まで人を渡していた。周辺には船をしまっておくための小屋（→戸）がたくさんあったため、「船戸」の地名が名付けられた。
- 大宮神社
- 岩出市立岩出小学校
- 国土交通省近畿地方整備局和歌山河川国道事務所船戸出張所
- ホテルいとう
- 大和街道 - 駅のすぐそばを通っていて、和歌山市から三重県松阪市まで続いている。
- 船戸山古墳群
- 和歌山県道9号岩出海南線
- 和歌山県道10号岩出野上線
- 和歌山県道14号和歌山打田線
- 和歌山県道132号船戸停車場線
- 紀の川コミュニティバス「船戸山」停留所 - 和歌山県道10号線沿い
- 岩出橋
- 紀ノ川橋梁（和歌山線） - この南東側に紀ノ川と貴志川の合流点がある。

## 隣の駅
西日本旅客鉄道（JR西日本）
 和歌山線
■快速
通過
■普通
岩出駅 - 船戸駅 - 紀伊小倉駅